# عصير الجزر
عصير الجزر (بالإنجليزية: Carrot juice) هو عصير يتم إنتاجه من نبات الجزر يستهلك كمشروب صحي.

## فوائد عصير الجزر

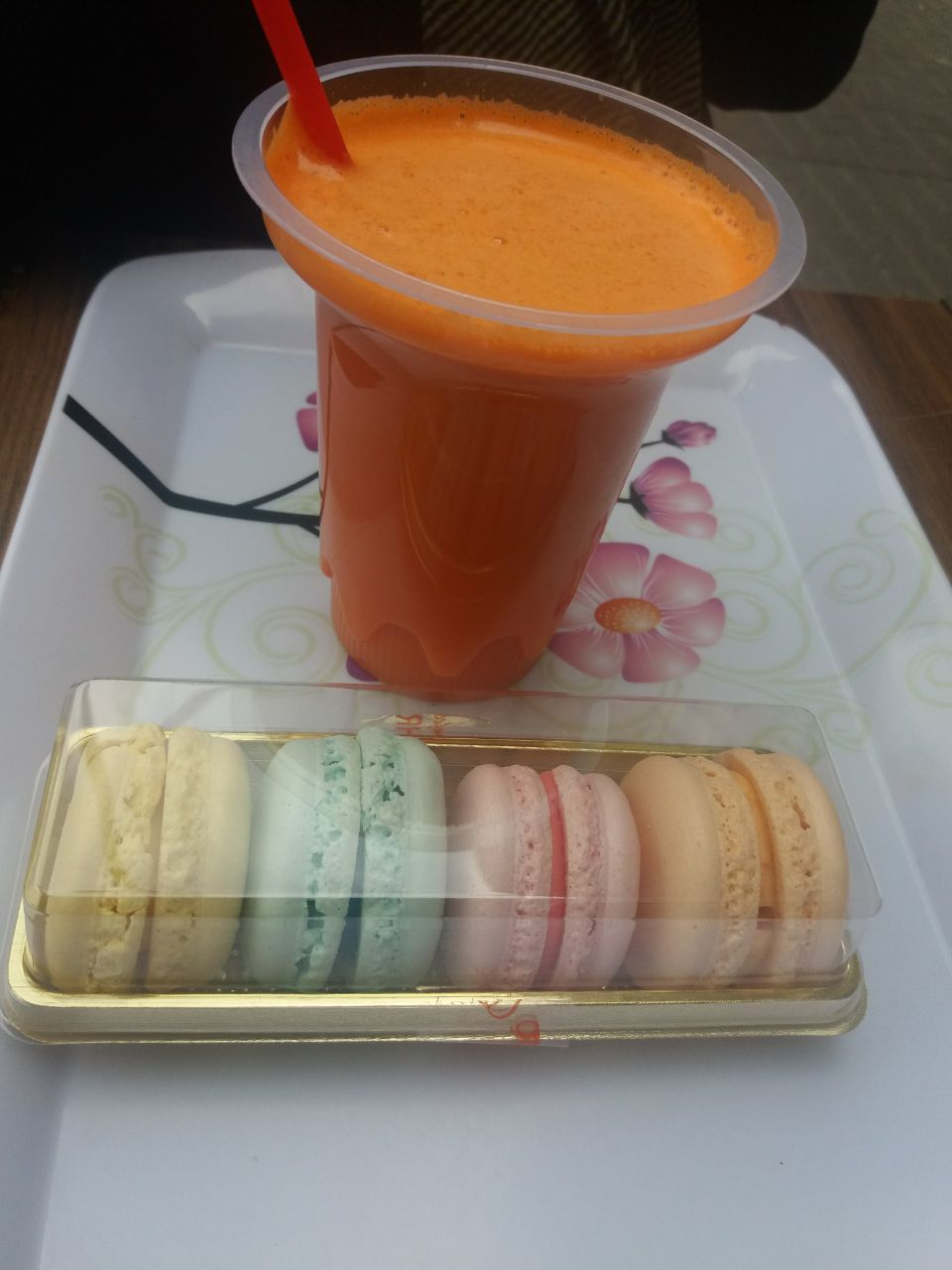
عصير مشروب الجزر

عصير الجزر يستخدم في الطهي كعصير طازج وشراب، مفيد في تعزيز المناعة وتحسين صحة العين والجلد وعلى العديد من الفيتامينات التي يحتاجها الجسم بشكل يومي، يحتوي الجزر على نسبة بيتا كاروتين أكثر من أي خضروات أخرى وعلى نسبة عالية من فيتامين "سي".
يعتبر عصير الجزر من أكثر المشروبات الصحية والمفيدة لأنه غني بالكالسيوم والبوتاسيوم والمغنيسيوم وفيتامين أ.

## المعلومات الغذائية
يحوي 100 جرام من عصير الجزر وفقًا لوزارة الزراعة الأمريكية على المعلومات الغذائية التالية:
السعرات الحرارية: 40 سعرة حرارية
البروتين: 0.95 جرام
الدهون: 0.15 جرام
الكربوهيدرات: 9.28 جرام
الألياف الغذائية: 0.8 جرام
الكولسترول: 0 مجم